# День пам'яті латвійських легіонерів
День пам'яті латиських легіонерів (латис. Leģionāru piemiņas diena) - неофіційний  пам'ятний день в Латвії, що відзначається 16 березня в пам'ять полеглих бійців Латиського добровольчого легіону СС. В цей день в Ризі проходять ходи колишніх легіонерів і латиських націоналістів. Заходи також проходять в селі Лестене, де знаходиться братське кладовище легіонерів . День пам'яті піддається критиці з боку різних організацій [неавторитетне джерело]. Один з головних організаторів ходи - « Яструби Даугави »   , хід також регулярно підтримують члени латвійського Сейму з Національного об'єднання .

## Історія
Дата 16 березня обрана в зв'язку з тим, що в цей день в 1944 році перший раз латвійські частини військ СС (15-а і 19-а дивізії) спільно брали участь в бойових діях проти наступаючих радянських військ біля річки Великої під Псковом . Ходи проводяться в Латвії з 1994 року.
У 1998-1999 роках відзначався на державному рівні. 
Після протестів громадськості та напередодні вступу в ЄС святкування було заборонено, проте з 2005 року ходи поновилися.
У 2010 році вступив в силу вердикт Сенату Верховного суду ЛР, який визнав незаконною заборону маршу легіонерів, накладений Ризької думою роком раніше [неавторитетне джерело].
Нюрнберзький військовий трибунал 1 жовтня 1946 року окреслив коло осіб, які входять до злочинної організації СС. Виняток зробили для насильно мобілізованих, якщо вони не скоювали військових злочинів. Це охоплювало більшість латвійських і естонських легіонерів.

## Ставлення за кордоном до відзначення Дня пам'яті латиських легіонерів
|  | Якщо вас влаштовує, що вони маскуються під борців за незалежність, то ви, по-моєму, не розумієте суті речей. Правда в тому, що людям доводилося приймати важке рішення. Але якщо ви вибрали неправильну сторону, якщо підтримали режим, який вбив десятки мільйонів людей, то не думайте, що ви - герої. ... Найсумніше, що я сьогодні бачив під час ходи молодих людей, які йшли з прапорами сучасної, демократичної Латвії, щоб висловити повагу цим людям. Це створює уявлення про те, що в Латвії підтримують людей, які воювали за нацистську Німеччину. І якщо хтось це підтримує, то він зайняв неправильну сторону.. Директор Єрусалимського бюро. |

У 2019 канадське зовнішньополітичне відомство засудило хід  .

## Контроверсія
18 березня 1999 Держдума Росії прийняла звернення до депутатів Сейму Латвії в зв'язку з проведенням ходи. 
У 2005 році шлях колоні легіонерів був перегороджений групою антифашистів в робах в'язнів концтаборів . В результаті заворушень поліція затримала кілька десятків людей  .
У 2009 році влада Риги заборонила масові ходи, дозволивши покладання квітів до пам'ятника Свободи в приватному порядку. Організації «Батьківщина» і « Яструби Даугави », які отримали відмову, висловили намір оскаржити рішення в суді [неавторитетне джерело]. Латвійські антифашисти висловили протест, зібравшись неподалік від пам'ятника і скандуючи: «Фашисти! ». Як відзначили представники поліції, латвійському спецназу «довелося вжити заходів до деяких людей, по всій видимості, антифашистам, що тримали антидержавний символ - прапор Радянського Союзу » [неавторитетне джерело]. Поліція затримала членів Латвійського антифашистського комітету Едуарда Гончарова і Йосипа Корена, а також депутата Ризької думи Віктора Дергунова [неавторитетне джерело].
У 2011 році Європейська комісія по боротьбі з расизмом і нетерпимістю прийняла доповідь по Латвії, в якому висловила «стурбованість дозволом певних публічних заходів з відзначення двох інцидентів і реакцією влади. Що стосується першого інциденту, щороку 16 березня в центрі Риги проводяться збори з почестями солдатам, які билися в латвійському підрозділі Waffen SS. У зв'язку з цим ЄКРН висловлює жаль з приводу того, що навесні 2010 року адміністративний районний суд скасував рішення Ризької думи, яка забороняла це хід », і рекомендувала,« щоб влада Латвії засудили всі спроби шанувати осіб, які воювали в лавах Waffen SS і співпрацювали з нацистами. ЄКРН також рекомендує, щоб влада забороняла будь-які збори або ходи, в якому б то не було вигляді легитимизирующие нацизм »  .
У 2013 році Спеціальний доповідач ООН по расизму послав Латвії запит про заходи 16 березня  .
У 2014 році за намір брати участь в заходах в День пам'яті латиських легіонерів був відправлений у відставку міністр охорони середовища і регіонального розвитку Ейнарс Цілінскіс  .
16 березня 2016 контроверсійний британський блогер-журналіст та позаштатний кореспондент російського телеканалу Russia Today Грем Філліпс, відвідав марш та спробував очолити колону легіонерів та їх прихильників. Потім він питав у учасників заходу «чому вони хочуть вшановувати пам'ять нацистів і фашистів» і на чиєму боці воювали латиські легіонери, чи не на боці нацистської Німеччини, говорив він при цьому російською мовою. При цьому Філіппс був у помаранчевому жилеті представника преси; врешті-решт його затримали та склали протокол за порушення громадського порядку під час ходи та ігнорування зауважень поліції. Грема видворили з Латвії до Росії із забороною відвідувати Латвію на 3 роки.